# Wheeler Walker Jr.
Wheeler Walker Jr. (nascido em 13 de Dezembro de 1974) é um alter-ego do comediante norte-americano Ben Hoffman. Como cantor e compositor de Música Country, estreou com seu álbum Redneck Shit, lançado em 12 de fevereiro de 2016.

## Redneck Shit
O álbum Redneck Shit estreou em 12 de fevereiro de 2016 pela gravadora Thirty Tigers/Pepper Hill Records. Foi originalmente lançado via streaming na plataforma do site pornográfico PornHub. Em sua estreia ficou na 9ª posição nas paradas de Música Country, em 1º em Comédia e em 127º no ranking geral da Billboard 200. Foi primeiro álbum a estrear no Top 10 tanto em Música Country quanto em Comédia, na Billboard.
A revista Rolling Stone chamou de "Incompreensívelmente obsceno e inegavelmente ofensivo, o álbum de estreia de Wheeler Walker Jr., que nunca foi de Nashville, porém é também muito engraçado. Sendo que Redneck Shit está longe de ser apenas um álbum proibido para menores de idade".
Faixas:
1. Redneck Shit – 02:24
2. Beer, Weed, Cooches –  02:35
3. Family Tree – 03:19
4. Can't Fuck You off My Mind – 03:10
5. Fuck You Bitch – 03:22
6. Drop 'Em Out – 01:34
7. Eatin' Pussy/Kickin' Ass – 03:11
8. Fightin', Fuckin', Fartin – 02:04
9. Better off Beatin' Off – 02:49
10. Sit on My Face – 04:18
11. Which One O You Queers Gonna – 03:36

## Ol' Wheeler
O segundo álbum intitulado Ol' Wheeler foi lançado em 2 de junho de 2017, pela Thirty Tigers/Pepper Hill Records.  Estreou na 10ª posição na parada de álbuns de Música Country, com 7,800 cópias vendidas na primeira semana.
Faixas:
1. Pussy King – 03:37
2. Fuckin' Around –  03:39
3. Puss In Boots – 02:41
4. Finger up My Butt– 01:26
5. Summers in Kentucky – 02:58
6. Drunk Sluts – 04:28
7. Ain't Got Enough Dick to Go Around – 03:05
8. If My Dick is Up, Why Am I Down? – 03:14
9. Small Town Saturday Night – 02:25
10. Pictures on My Phone – 02:58
11. Poon – 02:36

## Discografia

### Álbuns de Estúdio
| Título       | Detalhes                                                               | Posições no ranking | Posições no ranking | Posições no ranking | Posições no ranking | Vendas        |
| Título       | Detalhes                                                               | US                  | US Country          | US Indie            | US Comedy           | Vendas        |
| ------------ | ---------------------------------------------------------------------- | ------------------- | ------------------- | ------------------- | ------------------- | ------------- |
| Redneck Shit | - Lançamento: 12 de fevereiro de 2016 - Gravadora: Pepper Hill Records | 127                 | 9                   | 6                   | 1                   | - EUA: 45,900 |
| Ol' Wheeler  | - Lançamento: 2 de junho de 2017 - Gravadora: Pepper Hill Records      | 88                  | 10                  | 5                   | 1                   | - EUA: 9,700  |